# Mistrzostwa Europy w Lekkoatletyce 2022 – chód na 35 km mężczyzn
Chód na 35 kilometrów mężczyzn – jedna z konkurencji biegowych rozgrywanych podczas lekkoatletycznych mistrzostw Europy na dwukilometrowej pętli przebiegającej przez Ludwigstraße w Monachium.

## Terminarz
Źródło: european-athletics.com.
| Data        | Godzina |       |
| ----------- | ------- | ----- |
| 16 sierpnia | 8:30    | Finał |

## Rekordy
Tabela prezentuje rekord świata, rekord Europy, rekord mistrzostw Europy oraz najlepsze wyniki na listach światowych i eruopejskich w sezonie 2022 przed rozpoczęciem mistrzostw. Źródło: european-athletics.com, worldathletics.org.
|                          | Zawodnik                                     | Wynik                                        | Miejsce                                      | Data                                         |
| ------------------------ | -------------------------------------------- | -------------------------------------------- | -------------------------------------------- | -------------------------------------------- |
| Rekord świata            | Rekord świata jeszcze nie został ustanowiony | Rekord świata jeszcze nie został ustanowiony | Rekord świata jeszcze nie został ustanowiony | Rekord świata jeszcze nie został ustanowiony |
| Rekord Europy            | Massimo Stano                                | 2:23:14                                      | Eugene                                       | 24 lipca 2022(dts)                           |
| Rekord mistrzostw Europy | Konkurencja rozgrywna pierwszy raz           | Konkurencja rozgrywna pierwszy raz           | Konkurencja rozgrywna pierwszy raz           | Konkurencja rozgrywna pierwszy raz           |
| Listy światowe           | Massimo Stano                                | 2:23:14                                      | Eugene                                       | 24 lipca 2022(dts)                           |
| Listy europejskie        | Massimo Stano                                | 2:23:14                                      | Eugene                                       | 24 lipca 2022(dts)                           |

## Rezultaty

### Finał
Źródło: european-athletics.com.
| Pozycja | Zawodnik                | Państwo   | Czas    | Uwagi     |
| ------- | ----------------------- | --------- | ------- | --------- |
| 01 !    | Miguel Ángel López      | Hiszpania | 2:26:49 |           |
| 02 !    | Christopher Linke       | Niemcy    | 2:29:30 | PB        |
| 03 !    | Matteo Giupponi         | Włochy    | 2:30:34 | PB        |
| 4.      | Manuel Bermúdez         | Hiszpania | 2:32:31 |           |
| 5.      | Jonathan Hilbert        | Niemcy    | 2:32:44 | PB        |
| 6.      | Miroslav Úradník        | Słowacja  | 2:35:44 |           |
| 7.      | Michal Morvay           | Słowacja  | 2:36:04 |           |
| 8.      | Carl Dohmann            | Niemcy    | 2:36:52 |           |
| 9.      | Vít Hlaváč              | Czechy    | 2:37:32 |           |
| 10.     | Brendan Boyce           | Irlandia  | 2:38:03 |           |
| 11.     | Marjan Zakalnycki       | Ukraina   | 2:39:06 | SB        |
| 12.     | Aleksi Ojala            | Finlandia | 2:39:06 |           |
| 13.     | Iwan Banzeruk           | Ukraina   | 2:39:34 | SB        |
| 14.     | Bence Venyercsán        | Węgry     | 2:41:07 | SB        |
| 15.     | Anton Radko             | Ukraina   | 2:43:10 | SB        |
| 16.     | Narcis Mihăilă          | Rumunia   | 2:45:03 |           |
| 17.     | Arturas Mastianica      | Litwa     | 2:46:09 |           |
| –       | Aleksandros Papamichail | Grecja    | DNF     |           |
| –       | Marius Cocioran         | Rumunia   | DNF     |           |
| –       | Perseus Karlström       | Szwecja   | DNF     |           |
| –       | Artur Brzozowski        | Polska    | DNF     |           |
| –       | Michele Antonelli       | Włochy    | DSQ     | TR 54.7.5 |
| –       | Lukáš Gdula             | Czechy    | DSQ     | TR 54.7.5 |
| –       | Máté Helebrandt         | Węgry     | DSQ     | TR 54.7.5 |
| –       | Aurélien Quinion        | Francja   | DSQ     | TR 54.7.5 |
| –       | Marc Tur                | Hiszpania | DSQ     | TR 54.7.5 |
| –       | Teodorico Caporaso      | Włochy    | DNS     |           |